# الدوري السويدي الدرجة الأولى 1996
الدوري السويدي الدرجة الأولى 1996 (بالسويدية: Division 1 i fotboll 1996)‏ هو موسم من الدوري السويدي الدرجة الأولى. فاز فيه نادي فيستيروس ‏.